# 黎埠镇
黎埠镇，是中华人民共和国广东省清远市阳山县下辖的一个乡镇级行政单位。2020年人口35025人。

## 行政区划
黎埠镇下辖以下地区：
黎埠社区、黎埠村、隔江村、联坝村、均安村、六古村、水井村、南村、燕岩村、孟山村、扶村、保平村、凤山村、大塘村、洞冠村、界滩村、鲁塘村、大龙村和升平村。